# Mount Longonot
Mount Longonot je ugasli stratovulkan jugovzhodno od jezera Naivasha, ki se kot monolit dviga iz Velike riftne doline v Keniji v Afriki. Domneva se, da je nazadnje izbruhnil v 1860. letih. Njegovo ime izvira iz masajske besede Oloonong'ot, kar pomeni "gore s številnimi ostrogami" ali "strmi grebeni".
Mount Longonot varuje Kenijska služba za divjad kot del narodnega parka Mount Longonot v velikosti 52 km². 3,1 km dolga pot poteka od vhoda v park do roba kraterja in se nadaljuje v 7,2 km dolgi zanki, ki obdaja krater. Celotna tura v dolžini 13,5 km traja približno 4–5 ur, kar omogoča nujne odmore za počitek; deli poti so močno erodirani in zelo strmi. Višina vstopa je okoli 2150 m, vrh pa na 2776 m, vendar sledenje nazobčanemu robu pomeni bistveno več kot 630 m višinske razlike.
Mount Longonot je 60 kilometrov severozahodno od Nairobija in ga je od tam mogoče doseči po asfaltirani cesti. Tudi bližnje mesto se imenuje Longonot. Južno od gore stoji še istoimenska satelitska zemeljska postaja.

## Geologija
Longonot je stratovulkan, ki vsebuje veliko kaldero velikosti 8×12 km, ki je nastala z velikimi izbruhi trahitne lave pred približno 21.000 leti. Sedanji vršni stožec je bil razvit znotraj prejšnje kaldere. Sam ta stožec pokriva 1,8 km velik krater. Gora ima več parazitskih stožcev, na bokih, znotraj dna kaldere pa se pojavljajo izlivni izbruhi lave. Periodična geodetska dejavnost, zabeležena v Longonotu v letih 2004–2006, je pokazala prisotnost aktivnih magmatskih sistemov pod tem vulkanom.
Od leta 2018 raziskujejo potencial za pridobivanje geotermalne energije.

## Ekosistem
Ekosistem v glavnem sestavljajo gore, ki se dvigajo na 2776 m nadmorske višine. Ob straneh gore so doline in grebeni v obliki črke V z malo vegetacije; vendar se znotraj kraterja pojavlja gost gozd, okoli sten kraterja pa so razporejeni majhni parni zračniki. 
Glavne znamenitosti divjih živali so bivoli, elandi, lev, leopard, antilopa Tragelaphus scriptus, navadna zebra, žirafa, gazele, Thomsonove gazele in številne druge antilope. Druge zanimivosti so izumrli vulkan in kraterski gozd, pogledi na jezero Naivasha in Veliko riftno dolino.
Območje dobi od 200 do 700 mm padavin na leto.

## Pomembni dogodki
21. marca 2009 so gozdni požari požgali pobočje gore in se spustili v krater ter ujeli prostoživeče živali in se hranili s grmičevjem, ki ga je opustošila suša.